# Słupianka (dopływ Wisły)
Słupianka – struga, prawy dopływ Wisły o długości 22,36 km i powierzchni zlewni 89,32 km².
Źródło strugi znajduje się w okolicach Radzanowa-Pojezierze Dobrzyńskie, natomiast do Wisły wpada na terenie Płocka (os. Borowiczki). Wzdłuż strugi licznie występują zadrzewienia wierzbowe, olchowe, topolowe. Zaobserwowano siedliska bobra europejskiego.